# Пиццокери

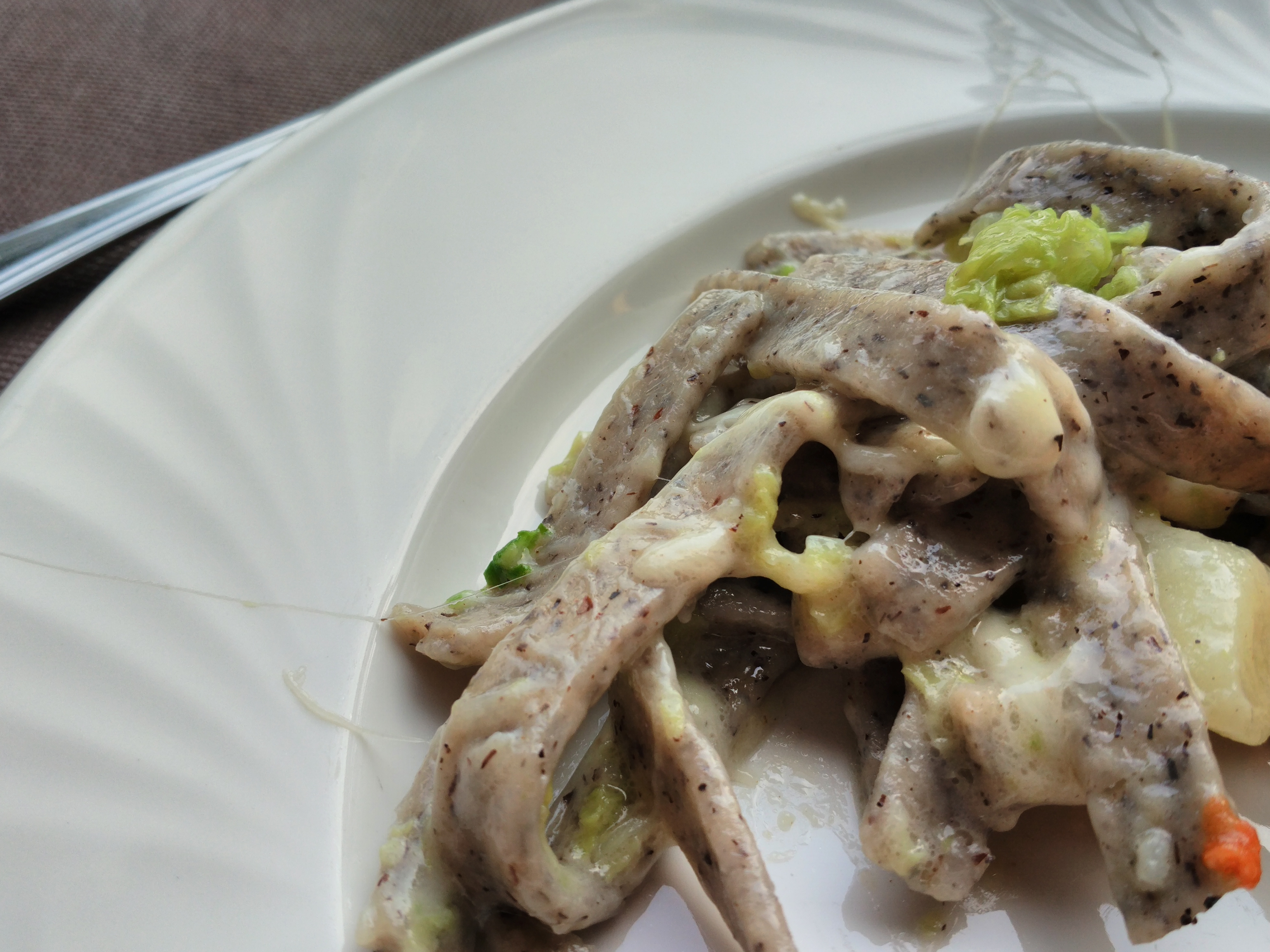
Порция пиццоккери

Пиццо́ккери (итал. Pizzoccheri) — разновидность тальятелле; плоские, лентовидные макаронные изделия, состоящие на 80 % из гречишной муки и на 20 % из пшеничной муки. Классические пиццоккери, приготовленные в Граубюндене или в Вальтеллине, готовятся с зеленью и картофелем с добавлением сыра «Pizzoccherino», «Valtellina Casera», «Grana Padano» или «Parmigiano Reggiano», сервируется чесноком, слегка обжаренным в сливочном масле.
Пиццоккери можно легко приготовить вручную. Также существуют полуфабрикаты Пиццоккери.
В  провинции Сондрио  важным ингредиентом для приготовления пиццокери, является сыр Вальтеллина Касера. 
В Тельо проводится две ярмарки — Праздник Пиццоккери (La Sagra dei Pizzoccheri) в июле, и Золотое Пиццоккери (Pizzoccheri d’Oro) в сентябре.